# Callipepla
Callipepla is een geslacht van vogels uit de familie Odontophoridae.

## Soorten
Het geslacht bestaat uit de volgende vier soorten:
- Callipepla californica – Californische kuifkwartel
- Callipepla douglasii – Douglas' kuifkwartel
- Callipepla gambelii – Gambels kuifkwartel
- Callipepla squamata – Geschubde kwartel